# Shadow Complex
Shadow Complex est un jeu vidéo de plates-formes-aventure, développé par Chair Entertainment en association avec Epic Games, sorti en 2009 sur Xbox 360. Il a été publié sur Xbox Live Arcade par Microsoft Game Studios. Le script original du jeu est écrit par l'écrivain de comic book Peter David. Une version Remastered est sortie en 2015 sur Windows et en 2016 sur PlayStation 4 et Xbox One.